# Muhammad Sharif Khan
Pour les articles homonymes, voir Khan (homonymie).
Muhammad Sharif Khan, né le 11 août 1939, est un herpétologiste pakistanais.

## Biographie
Muhammad Sharif Khan est l'un des premiers à avoir exploré le Pakistan à la découverte de nouvelles espèces. Il put ainsi découvrir 34 nouvelles espèces dont 8 amphibiens, 15 lézards et 11 serpents. Sa bibliographie est importante : au cours de sa carrière il publia près de 200 articles et 10 livres.
Il fut désigné "Zoologiste de l'année" en 2002.
Retraité, il vit actuellement aux États-Unis.